# Pièce commémorative de 1 dollar américain pour le 200e anniversaire de la Bibliothèque du Congrès des États-Unis
La pièce commémorative de 1 dollar américain pour le 200e anniversaire de la Bibliothèque du Congrès des États-Unis est une pièce commémorative, non circulante, émise en 2000 et frappée par la Monnaie des États-Unis dans sa succursale de Philadelphie. Elle fait partie d'une série de deux valeurs — l'autre étant de 10 dollars — et est autorisée par la Loi 105-268 du 19 octobre 1989 pour commémorer le 200e anniversaire de la Bibliothèque du Congrès des États-Unis.

## Contexte
La Bibliothèque du Congrès est une bibliothèque de recherche à Washington, D.C., qui sert de bibliothèque et de service de recherche pour le Congrès des États-Unis et est la bibliothèque nationale de facto des États-Unis. Fondée en 1800, elle est l'institution culturelle fédérale la plus ancienne des États-Unis. Elle est située dans trois bâtiments élaborés sur Capitol Hill. Elle possède également un centre de conservation à Culpeper, en Virginie. Ses fonctions sont supervisées par le bibliothécaire du Congrès, et ses bâtiments sont entretenus par l'architecte du Capitole. C'est l'une des plus grandes bibliothèques au monde. Ses collections comprennent environ 173 millions d'articles, et elle compte plus de 3 000 employés. Ses collections sont universelles, non limitées par le sujet, le format ou la frontière nationale, et comprennent des documents de recherche provenant de toutes les parties du monde et dans plus de 470 langues.

## Législation
La loi publique 105-268 enjoint au Secrétaire au Trésor de frapper des pièces de monnaie en commémoration du bicentenaire de la Bibliothèque du Congrès. Les pièces suggérés sont une pièce de 1 dollar en argent et une pièce de 5 dollars en or. Le secrétaire peut frapper des pièces bimétalliques de 10 dollars en or et en platine au lieu des pièces d'or. La loi est approuvée par la chambre le 4 août 1998 et le 6 octobre 1998 par le Sénat. Le président Bill Clinton la signe le 19 octobre 1998,.

## Dessin

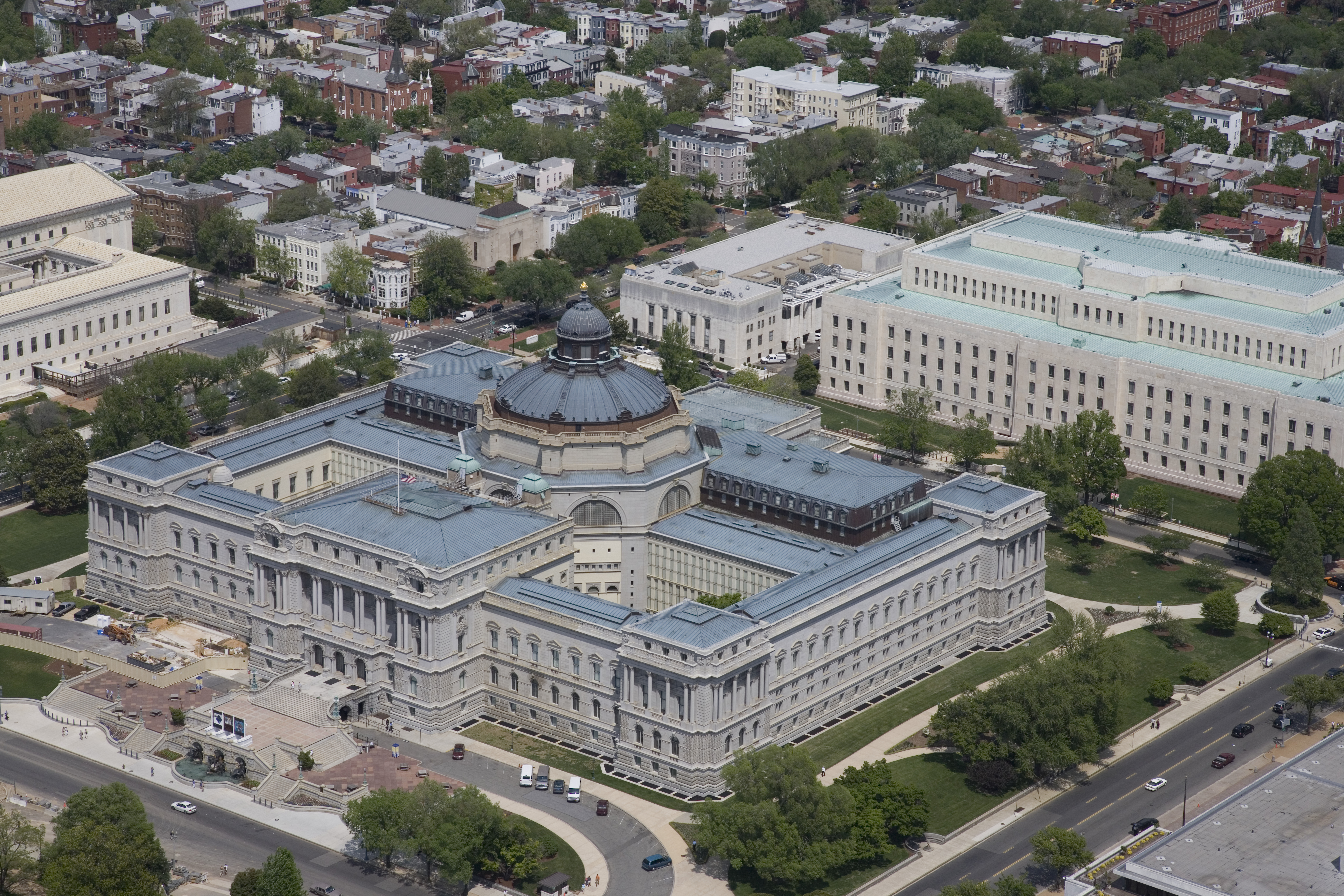
Le bâtiment Thomas Jefferson à la bibliothèque du Congrès.

L'avers de ce dollar est conçu par le graveur de la Monnaie des États-Unis, Thomas D. Rogers, également l'auteur du revers initial du populaire dollar Sacagawea. Sur la face sont représentés deux livres, l'un ouvert est appuyé sur l'autre qui est fermé, avec en arrière-plan la torche de la connaissance. À part les inscriptions légales IN GOD WE TRUST et LIBERTY, on y retrouve également LIBRARY OF CONGRESS et la double date 1800-2000,.
Le revers est l'œuvre de John Mercanti, un auteur reconnu de nombreuses pièces commémoratives aux États-Unis. On y retrouve la coupole du bâtiment Jefferson, l'un des quatre composant la Bibliothèque du Congrès, construit entre 1890 et 1897. Le dessin est entouré des inscriptions légales UNITED STATES OF AMERICA, E PLURIBUS UNUM ainsi que la valeur faciale ONE DOLLAR,.

## Production et vente
La loi publique 105-268 autorise une émission maximale de 500 000 exemplaires. Sa commercialisation débute le 24 avril 2000 et, à la fin de la période de vente à la fin de cette année-là, 53 264 pièces avec une finition brillant universel et 198 503 avec une finition belle épreuve sont vendues.
Bien que pendant sa période de distribution, le dollar en argent ait plus de succès commercial que la pièce de 10 dollars qui complète la série, sur le marché secondaire, cette dernière devient plus populaire, en raison du fait qu'elle est la première pièce bimétallique — en or et en platine — émise aux États-Unis.
Une partie des bénéfices de sa commercialisation est allouée au fonds économique en soutien aux programmes de divulgation de la Bibliothèque du Congrès (Library of Congress Trust Fund Board).